# Sudamerlycaste fulvescens
Sudamerlycaste fulvescens är en orkidéart som först beskrevs av William Jackson Hooker, och fick sitt nu gällande namn av Fredy Archila. Sudamerlycaste fulvescens ingår i släktet Sudamerlycaste och familjen orkidéer. Inga underarter finns listade i Catalogue of Life.